# Logan Lerman
Logan Wade Lerman (født 19. januar 1992) er en amerikansk skuespiller, der er bedst kendt sin rolle som hovedpersonen Percy Jackson i filmen Percy Jackson & lyntyven fra 2010. Han har desuden optrådt i film som The Butterfly Effect, The Number 23, 3:10 to Yuma, My One and Only, Meet Bill, The Perks of Being a Wallflower, Percy Jackson & Uhyrernes hav og Fury.

## Opvækst
Lerman blev født i Beverly Hills, Californien til Lisa, som arbejder som hans manager og Larry Lerman, som er forretningsmand. Han har to søskende, Lindsey og Lucas, og bestod fra Beverly Hills High. Lerman er jøde og siger selv at han voksede op i "en stabil familie". De fleste af personerne i hans familie arbejder inden for medicin-branchen. Hans familie ejer og driver firmaet Lerman & Son, der laver forskellige former for protester og bøjler og korsetter til udretning af kropsdele. Lermans mormors far var formand fro B'nai B'rith-loge, en slags jødisk forening, i Los Feliz i Californien.
Lerman beskriver sig selv som "filmnørd" og har udtalt at han "er blevet som han er pga. film". Han har udtrykt en interesse i at være involveret i "alt, der kan handle om at lave film", hvilket også inkluderer at skrive, producerer og instruerer; han søgte derfor i 2010 om at kunne studere creative writing på New York University, men har efterfølgende udsat sine planer. Hans favorit instruktører er bl.a. Wes Anderson, Stanley Kubrick, David Fincher og Peter Bogdanovich, og han har udtalt af American Beauty, Defending Your Life og Evigt solskin i et pletfrit sind er nogle af hans yndlingsfilm.

## Karriere
Lerman har udtalt at han har haft en passion for film siden han var lille. Han optrådte i reklamer i 1990'erne, og havde efterfølgende sin filmdebut i filmen fra 2000 The Patriot, hvor han spiller William Martin, en af børnene til Mel Gibsons karakter. Samme år spillede han igen sammen med Gibson i What Women Want, hvor han spillede Gibsons karakter som barn. Lermans næste filmroller var i filmen fra 2001 Riding in Cars with Boys og i thrilleren fra 2004 The Butterfly Effect, hvor han spillede en yngre udgave af henholdsvis Adam Garcia og Ashton Kutchers karakterer.
Lermans rolle i tv-filmen fra 2003 A Painted House gjorde han fik tildelt en Young Artist Award i kategorien "Best Performance by a Leading Young Actor in a television production". I 2004 spillede han med i tv-serien Jack & Bobby, hvor han spillede titelrollen som Robert "Bobby" McCallister, som er forudset til at blive USAs præsident. Showet blev vist på The WB Television Network i løbet af 2004–2005, men blev senere stopper, selvom det dog indbragte Lerman endnu en Young Artist Award for hans præstation.
I 2006 spillede Lerman hovedrollen som Roy Eberhardt i børneeventyrfilmen Hoot. Filmen havde premiere den 5. maj, 2006 og indbragte ham en tredje Young Artist Award, denne gang for "Best Performance in a Feature Film – Leading Young Actor" i 2007. I 2007 medvirkede Lerman i thrilleren The Number 23, hvor han spiller Robin Sparrow, søn til Jim Carreys karakter, Walter Sparrow. Samme år spillede han med den anmelderroste westernfilm 3:10 to Yuma, hvor han spillede William Evans, søn til Christian Bales karakter. Lerman modtog god respons for hans præstation, og var igen nomineret til en Young Artist Award – "Best Performance in a Feature Film – Leading Young Actor". Dette var det andet år i træk, han modtog en nominering i den kategori, selvom han dog ikke vandt.
I 2008 medvirkede Lerman i Meet Bill som The Kid (hans karakter bliver aldrig kaldt ved navn) i 2008, medvirkede han i science-fiction-filmen Gamer som Simon, en teenage computerspiller, som kontrollerer en af karaktererne i et videospil spillet med ægte mennesker. Samme år havde Lerman en større rolle i komediefilmen My One and Only, hvor han spillede over for Renée Zellweger.
Lerman spillede hovedpersonen Percy Jackson i filmen fra 2010 Percy Jackson & lyntyven, der er baseret på bogen af Rick Riordan. Han kendte dog ikke til bogserien før han modtog manuskriptet. Angående de tydelige ligheder mellem Lermans Percy Jackson-figur og Harry Potter, har Lerman fortalt til en interviewer: "Ærlig talt har min figur ikke meget tilfælles med Harry Potter, udover at han er en helt uden at vide det, og kommer ud for en kæmpe udfordring". Lerman har skrevet kontrakt til at optræde i endnu Percy Jackson-film, og har udtalt at han gerne ville medvirke i filmatiseringen af alle 5 bøger i serien. I 2010 medvirkede Lerman i "Change the Odds", en pr-video for Stand Up to Cancer-velgørenhed; i videoen medvirkede også Dakota Fanning, Zac Efron, Andrew Garfield og andre skuespillere.
Lerman bliver præsenteret af Creative Artists Agency. Han vil spille d'Artagnan i instruktør Paul W. S. Andersons 3D filmversion af De tre musketerer, som blev optaget fra august 2010 til november 2010 og er planlagt at skulle have premiere den 14. oktober 2011. Lerman blev valgt til rollen uden at aflægge audition, og skulle være have hårekstensions på for at kunne spille hans karakter. Lerman vil også spille med i filmatiseringen af Stephen Chboskys roman The Perks of Being a Wallflower, hvor han spiller hovedpersonen, Charlie; optagelserne begyndte i maj 2011.
Lerman har skrevet kontrakt om at medvirke i The Only Living Boy in New York, en uafhængig film, skrevet af Allan Loeb og skal instrueres af Seth Gordon; historien handler om Lermans karakters far har en affære. Optagelserne er planlagt at skulle begynde i efteråret i 2011.
I 2014 spillede Lerman sammen med bl.a. Brad Pitt og Shia LaBeouf i krigsfilmen Fury, hvor Lerman spillede en amerikansk soldat, som kæmper mod nazistiske tropper. Lerman fik stor ros for sin optræden.

## Andet arbejde
Lerman er ven af skuespiller Dean Collins, som spillede hans karakters bedste ven i Jack & Bobby; de er forblevet tætte efter serien stoppede og de arbejdede igen sammen til Hoot, hvor Collins havde en birolle. I deres fritid har de to arbejdet sammen om at lave små komiske film, hvor de såvel som selv at spille skuespil, også selv skrev, instruerede og optog filene, ofte med lste fra familie og venner. Kortfilmene er blevet lagt på hjemmesiden YouTube under navnet "monkeynuts1069".
I 2006 dannede Collins og Lerman bandet, Indigo, sammen med musikeren Daniel Pashman; Collins synger vokal, Lerman spiller keyboard og Pashman spiller trommer.

## Filmografi
| År        | Titel                           | Rolle                         | Bemærkninger                   |
| --------- | ------------------------------- | ----------------------------- | ------------------------------ |
| 2000      | What Women Want                 | Ung Nick Marshall             |                                |
| 2000      | The Patriot                     | William Martin                |                                |
| 2001      | Riding in Cars with Boys        | Jason (som 8-årig)            |                                |
| 2003      | A Painted House                 | Luke Chandler                 | Tv-film                        |
| 2003      | 10-8: Officers on Duty          | Bobby Justo                   | Tv-serie (Episode: "Badlands") |
| 2003      | The Flannerys                   |                               | Tv-film                        |
| 2004      | The Butterfly Effect            | Evan Treborn (som 7-årig)     |                                |
| 2004–2005 | Jack & Bobby                    | Bobby McCallister             | Tv-serie (22 episoder)         |
| 2006      | Hoot                            | Roy Eberhardt                 |                                |
| 2007      | The Number 23                   | Robin Sparrow                 |                                |
| 2007      | 3:10 to Yuma                    | William Evans                 |                                |
| 2008      | Meet Bill                       | The Kid                       |                                |
| 2009      | Gamer                           | Simon Silverton               |                                |
| 2009      | My One and Only                 | George Deveraux (som 15-årig) |                                |
| 2010      | Percy Jackson & lyntyven        | Percy Jackson                 |                                |
| 2011      | De tre musketerer 3D            | D'Artagnan                    | Post-production                |
| 2012      | Stuck in Love                   | Louis                         |                                |
| 2012      | The Perks of Being a Wallflower | Charlie                       |                                |
| 2013      | Percy Jackson & Uhyrernes hav   | Percy Jackson                 |                                |
| 2014      | Noah                            | Ham                           |                                |
| 2014      | Fury                            | Norman Ellison                |                                |

## Priser
| År   | Pris                      | Kategori                                                                    | Film / serie                    | Resultat           |
| ---- | ------------------------- | --------------------------------------------------------------------------- | ------------------------------- | ------------------ |
| 2001 | Young Artist Award        | Best Ensemble in a Feature Film                                             | The Patriot                     | Nomineret          |
| 2004 | Young Artist Award        | Best Performance in a TV Movie, Miniseries or Special – Leading Young Actor | A Painted House                 | Vundet             |
| 2005 | Young Artist Award        | Best Performance in a TV Series (Comedy or Drama) – Leading Young Actor     | Jack & Bobby                    | Vundet             |
| 2007 | Young Artist Award        | Best Performance in a Feature Film – Leading Young Actor                    | Hoot                            | Vundet             |
| 2008 | Young Artist Award        | Best Performance in a Feature Film – Leading Young Actor                    | 3:10 to Yuma                    | Nomineret          |
| 2008 | Screen Actors Guild Award | Outstanding Performance by a Cast in a Motion Picture                       | 3:10 to Yuma                    | Nomineret          |
| 2010 | MTV Movie Awards          | Best Breakthrough Performance                                               | Percy Jackson & lyntyven        | Nomineret          |
| 2010 | MTV Movie Awards          | Best Fight (med Jake Abel)                                                  | Percy Jackson & lyntyven        | Nomineret          |
| 2010 | Teen Choice Awards        | Male Breakout                                                               | Percy Jackson & lyntyven        | Nomineret          |
| 2010 | Teen Choice Awards        | Best Fight (med Jake Abel)                                                  | Percy Jackson & lyntyven        | Nomineret          |
| 2011 | Saturn Awards             | Best Performance by a Younger Actor                                         | Percy Jackson & lyntyven        | Ikke afgjort endnu |
| 2013 | Teen Choice Awards        | Choice Movie Actor Drama                                                    | The Perks of Being a Wallflower | Vundet             |